# 2006년 조선민주주의인민공화국 핵 실험

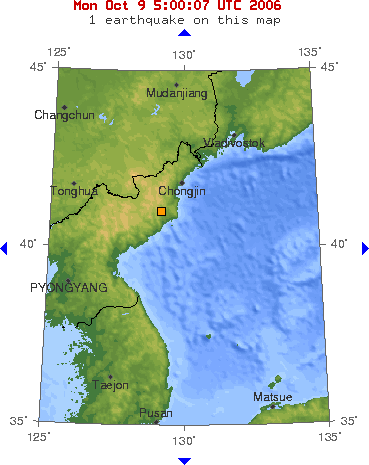
미국 USGS가 발표한 북핵 실험 지점(41.311°N, 129.114°E)과 시각

조선민주주의인민공화국은 2006년 10월 9일 10시 35분 풍계리 핵 실험장에서 지하 핵 실험을 성공적으로 시행했다고 주장했다. 2차 북핵 위기 직후에 일어났다.

## 배경
- 1985년 북한 핵무기 확산방지 조약(NPT)에 가입
- 1992년 북한은 국제 원자력 기구 (IAEA)와 원자력 설비시설의 감찰에 관한 특별조약 체결
- 1993년 북한 핵무기 확산방지 조약(NPT)에서 탈퇴, 국제 원자력 기구측의 영변 원자력 발전소 감찰 요구 북한측으로부터 거부
- 1994년 북한과 미국간에 핵무기 개발에 관한 특별계약
- 1995년 국제 원자력 기구측에서 북한과 협정 재시도
- 1997년 국제 원자력 기구는 북한의 협조부실에 비판
- 2000년 미국의 핵무기 전문가 북한의 지하 원자력 시설 감찰 결과 핵무기 생산에 필요한 시설이 없음 보고
- 2002년 북한은 핵무기 개발 계획을 추진하고 있음을 공개적으로 인정. 이에 따라 미국은 북한에 석유원조 중지시킴
- 2003년 북한은 핵무기 확산방지 조약에서 일방적 탈퇴.
- 2004년 중국의 중재로 6개국 (대한민국, 조선민주주의인민공화국, 중국, 미국, 러시아, 일본) 핵무기 분쟁 회담.
- 2006년 10월 9일 조선중앙통신사 보도를 통해 풍계리 핵 실험장에서 핵 실험을 성공적으로 진행했다고 발표했다. 그리고 한국지질자원연구원은 이날 오전 10시35분께 함경북도 화대리 지역에서 진도 3.58에서 3.7 규모의 지진파를 감지했다.

## 조선중앙통신사의 공식 발표
조선민주주의인민공화국은 10월 9일, 핵 실험을 한 지 한 시간만에 조선중앙통신사를 통해 다음과 같이 핵 실험 사실을 공식적으로 발표하였다.
온 나라 전체 인민이 사회주의 강성대국 건설에서 일대 비약을 창조해나가는 벅찬 시기에 우리 과학연구부문에서는 주체 95(2006)년 10월 9일 지하핵 시험을 안전하게 성공적으로 진행하였다. 과학적 타산과 면밀한 계산에 의하여 진행된 이번 핵시험은 방사능 류출과 같은 위험이 전혀 없었다는 것이 확인되었다. 핵시험은 100% 우리 지혜와 기술에 의거하여 진행된 것으로서 강위력한 사회적 국방력을 갈망해온 우리 군대와 인민에게 커다란 고무와 기쁨을 안겨준 력사적 사변이다. 핵시험은 조선반도와 주변지역의 평화와 안정을 수호하는데 이바지하게 될 것이다.

## 실험 장소

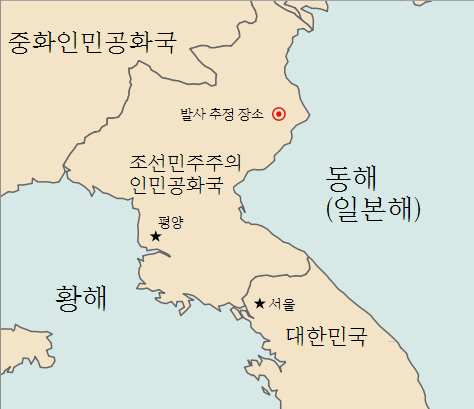
한반도 지도. 실험 장소로 추정되는 지점 을 빨간 점으로 표시

대한민국 정부의 첫 발표에 따르면 함경북도 길주군 화대리의 무수단리의 산에서 폭발 실험이 있다고 하였다.
하지만 이후 대한민국의 국가정보원은 이를 수정하여 무수단리 50km 서쪽 김책시의 탄광지역 15km 떨어진 상평리를 지목하였다.
한국지질자원연구원에서는 폭발 위치가 북위 40° 49′ 동경 129° 06′ / 북위 40.81°  동경 129.10° , 리히터 규모는 3.58로 추정하였다. 이에 반해 미국 지질조사국 USGS에서는 북위 41° 17′ 38″ 동경 129° 05′ 38″ / 북위 41.294°  동경 129.094° (수평 오차 ±7.3 km), 4.2 규모로 추정하였다. 참고로 미국의 관측 자료는 중국, 대한민국, 일본, 러시아 등의 각국에 위치한 관측소에서 얻은 자료로 분석한 것이다.
일본 기상청은 위치는 북위 41° 12′ 동경 129° 12′ / 북위 41.2°  동경 129.2° , 규모는 4.9로 추정하였다.
러시아의 CEME에서는 북위 41° 19′ 동경 128° 58′ / 북위 41.31°  동경 128.96° , 규모 4.0으로 추정하였다. 대한민국의 국회의원 김희정이 밝힌 대한민국 기상청의 지진 분석자료에 따르면 기상청은 일본과 미국의 분석과 대체로 비슷한 진앙지 북위 41° 11′ 동경 129° 09′ / 북위 41.19°  동경 129.15° , 규모 3.56으로 추정하였다고 한다.
각국의 여러 관측 자료를 종합해 보면 대한민국의 분석 자료의 실험 장소 추정 위치가 나머지 관측 분석 결과에 비해 남쪽 방향으로 50km 정도 치우쳐 있다는 것을 잘 알 수 있다. 이것은 통상적인 지진 진앙 오차 범위 5~10km를 크게 벗어나는 것이다.
여러 지진 관측 자료와 위성 사진 자료를 종합적으로 분석한 결과 영국의 BBC와 미국 워싱턴의 핵 감시기구인 과학국제안보연구소(ISIS)에서는 길주군 풍계리 직동의 만탑산 부근(북위 41° 16′ 41″ 동경 129° 05′ 12″ / 북위 41.278°  동경 129.0868° )을 가장 유력한 핵 실험 장소로 지목하고 있다. ISIS의 보고서에서는 추가로 북위 41° 13′ 34″ 동경 129° 06′ 22″ / 북위 41.226°  동경 129.106°  부근을 귀빈용 숙소 및 관측 장소로 폭발 전부터 계속 지목해오고 있다고 밝혔다.
만탑산은 몇 년 전부터 대한민국 정부와 주변국들이 유력한 핵 실험 후보지로 예상하고 주시 해오던 곳이기도 하다. 특히 폭발 실험 직전 만탑산 주변에 인력, 차량, 장비의 이동이 포착이 되어서 더욱더 주목 받은 곳이었다. 한나라당 정형근 의원은 9월 20일, 국가정보원의 사전 정보를 인용하면서 “북한은 핵 실험 준비를 위해 만탑산의 1500m 고지에서 수직으로 700m를 팠고, 인근의 다른 지점에서 각각 동서 방향으로 수평 갱도 두 개를 팠다”고 주장하기도 했다.
10월 13일 한국지질자원연구원은 추가 데이터를 바탕으로 인공 지진의 진앙 추정치를 북위 41° 16′ 01″ 동경 129° 10′ 44″ / 북위 41.267°  동경 129.179° 로 수정 발표하였다. 이것은 미국과 일본의 추정치와도 비슷하고 대한민국 기상청의 분석과도 가까운 위치이다.

## 폭발력
2006년 10월 9일 10시 35분, 북한이 1차 핵 실험을 실시했으며, 핵 실험 2시간 전에 평양 주재 러시아 대사관에 핵 실험을 할 것이라고 통보했다. 핵 실험 20분 전에 평양 주재 중국 대사관에 4kt 핵 실험을 통보했으며, 중국은 즉시 한국, 미국, 일본에 알렸다.
중국은 북한의 핵 실험 20분전 경고를 받고 미국과 일본, 한국에 즉각 통보한 것으로 알려졌다. 한국 정부의 한 관계자는 "우리 정부에 통보한 국가에서 북한의 핵 실험 규모가 10kt 정도라고 알려준 것으로 안다"고 말했다.
2006년 10월 10일, 세르게이 이바노프 러시아 국방장관은 모스크바의 기자회견에서 "핵비확산조약(NPT)에 대한 커다란 타격이며 북한은 사실상 9번째 핵보유국이 됐다"고 주장했다. 그는 또 북한의 핵 실험 폭발력이 TNT 5~15kt라고 하루 전 발표한 러시아 측 추정치가 맞다고 말했다. 일반적으로 핵 실험을 실시할 경우 5~15kt의 폭발력이 발생한다.
다른 나라들의 첫 핵 실험 폭발력은 미국 19kt, 소련 25kt, 영국 25kt, 프랑스 60kt, 중국 22kt, 인도 12kt, 파키스탄 9kt이다. 세계 각국의 핵 실험을 감시하는, 오스트리아 빈에 위치한 포괄적 핵 실험 금지 조약(CTBT) 기관준비위원회는 1kt 이상의 지하 핵 실험만을 감시 대상으로 삼고 있다.
대한민국 기상청은 규모 3.58-3.7이라고 측정했다. 미국 USGS는 규모 4.2라고 보았다. 한국은 0.55kt 폭발력으로 추정하지만, 0.55kt으로 규모 4.2는 나올 수 없으며, 2-12 kt으로 추정된다고 영국 제인스 디펜스 위클리는 보도했다. 2017년 북한 6차 핵실험에서 일부는 1메가톤 폭발력으로 추정하는데, 한국은 20배 적은 50 kt으로 보았다. 0.55 kt의 20배는 11 kt이다.
북한 핵 실험 지진파를 감지한 한국지질자원연구원 지헌철 지진연구센터장은 "핵 실험 지진파는 리히터 규모 3.5∼4.5로 관측된다"고 말했다.
대한민국 과학기술부는 최초 측정 규모 3.58에서 추가 분석을 하여 3.9로 상향 조정했다. 규모 4.2 이상이면 핵폭발이라고 확실시되는데, 3.9 수준은 분명한 핵 실험이라고 판단하기 어렵다고 보았다.
기상청은 "규모 4.9면 20kt 정도로 추정되며, 규모가 0.2가 상승한 5.1이면 50kt, 5.3이면 100kt까지 커진다"고 본다.
1962년 미국 네바다 핵 실험장의 세단 핵 실험은 핵출력 TNT 104 kt의 수소폭탄을 터뜨려, 리히터 규모 4.75의 인공지진이 발생했다. 4.55면 52 kt, 4.35면 26 kt, 4.15면 13 kt, 3.95면 6.5 kt이라는 의미이다. 북한은 핵 실험 20분 전에 중국에 10 kt이라고 통보했고, 한국에서는 규모 3.5, 나중에 수정해서 3.9의 인공지진이 측정되었다. 북한 핵 실험장은 산 속에 설치된 것으로서, 미국 네바다 사막의 핵 실험장보다 충격흡수가 많이 된다고 알려져 있다.
독일 연방지질자원연구소(BGR) 분석
- 2006년 북한 1차 핵 실험, 규모 4.2, 핵출력 TNT 2 kt
- 2009년 북한 2차 핵 실험, 규모 4.8, 핵출력 TNT 13 kt
- 2013년 북한 3차 핵 실험, 규모 5.2, 핵출력 TNT 40 kt

## 핵보유국 지위 논란

### 북한 핵보유국 부정설
한국, 미국, 일본은 북한의 핵보유국 지위를 공식적으로 부정한다.

### 북한 핵보유국 인정설
국가가 핵 실험을 공개하면, 그 자체로 핵보유국 지위를 획득한다. 군사적으로는 핵 실험 공개가 핵보유국 지위 획득이다.
비군사적으로는 NPT 조약에 핵보유국으로 명시되어야 핵보유국 지위를 획득했다고 인정받지만, 다자조약의 개정은 매우 까다롭거나 불가능에 가깝다. 그래서 보통은 유엔 안보리 상임이사국 5개국 중에 1개국 이상으로부터 핵보유국 지위를 승인받는 것이 중요하다. 비핵화 국제법 위반의 각종 처벌은 유엔 안보리만이 결의할 수 있는데, 상임이사국 1개국이 거부권을 행사하면 모든 처벌이 불가능해지기 때문이다.
2006년 10월 9일 10시 35분 북한이 1차 핵 실험을 실시했으며 핵 실험 2시간 전에 평양 주재 러시아 대사관에 핵 실험을 할 것이라고 통보했다. 2006년 10월 10일, 세르게이 이바노프 러시아 국방장관은 모스크바의 기자회견에서 "핵비확산조약(NPT)에 대한 커다란 타격이며 북한은 사실상 9번째 핵보유국이 됐다"고 주장했다. 그는 또 북한의 핵 실험 폭발력이 TNT 5~15kt라고 하루 전 발표한 러시아 측 추정치가 맞다고 말했다.
1953년생 세르게이 이바노프는 1952년생 블라디미르 푸틴 대통령처럼 KGB 요원 출신으로서, 푸틴의 오랜 친구이자, 포스트 푸틴에서 민법 교수 출신인 19965년생 메드베데프와 경쟁하는 인물로서, FSB 국장, 국방장관을 지냈으며, 메드베데프와 함께 제1총리로 동시에 임명되었다.
그러나, 러시아 정부는 며칠 뒤에, 세르게이 이바노프 국방장관의 북한 핵보유국 지위 발언은 개인의 의견일 뿐, 러시아 정부의 공식 의견이 아니라며 핵보유국 지위를 부정하는 듯한 태도를 취했다. 그러나, 2006년 이후의 어떤 유엔 안보리 결의에서도, 러시아는 비핵화 국제법을 위반한 북한에 대한 강력한 처벌 결의를 모두 거부했다.
이러한 일련의 러시아의 행동은 신냉전과 관계가 깊다.
2013년 2월 3차 핵실험 직후, 서균렬 서울대 원자핵공학과 교수는 NPT에서는 유엔 안보리 상임이사국 5개국만 핵보유국이라고 인정하고 있지만, 핵실험으로 핵출력 10 kt을 넘기면 사실상 핵보유국이라고 말했다.
2015년 6월 18일 존 매케인 공화당 상원 군사위원장이 지난달 발의한 국방수권법(en:National Defense Authorization Act) 개정안(S. 1376)이 찬성 71, 반대 25로 가결됐다. 북한이 NPT의 핵보유국(nuclear-weapon state)은 아니지만, 핵무장국(a nuclear-armed country)이라고 명시되었다. 2015년 10월 1일 하원에서도 찬성 270표, 반대 156표로 가결되었지만, 2015년 10월 22일 오바마 대통령이 거부권을 행사했다. 미국 대통령이 상·하 양원이 초당파적으로 확정하는 국방수권법에 대해 거부권을 행사한 것은 50년 넘게 없었다고 미국 언론이 지적했다.
2016년 10월 25일, 뉴욕에서 열린 미국외교협회(CFR) 주최 세미나에서 제임스 클래퍼 미국 국가정보국(DNI) 국장은 북한의 비핵화를 설득하는 미국의 정책은 아마도 '가능성이 없는 것'(lost cause)이라면서 따라서 현재 기대할 수 있는 최선의 것은 북한의 핵능력에 대한 일종의 '제한'(cap)이라고 덧붙였다. 클래퍼 국장의 발언은 북한의 핵보유를 인정하고, 사실상 핵 동결에 초점을 맞춰야 한다는 것으로, 한국 미국 정부의 공식적인 대북정책인 북한 비핵화 정책과 배치되어 논란이 있었다.
2017년 1월 25일, 외교부 산하 국립외교원 외교안보연구소 소속 전봉근 교수는 정책연구 논문 '동북아 핵전략 경쟁과 한국 안보'에서 "NPT가 인정하는 '핵보유국(nuclear-weapon state)'은 합법적 5개 핵무장국(미국·중국·러시아·영국·프랑스) 이외에는 절대로 그 명칭을 사용할 수 없으며, 사실상 고유명사"라며 "단순히 핵무기를 가진 국가를 지칭할 때는 일반명사로서 '핵무장국(nuclear-armed state)'이라고 부르자"고 제안했다.

## 같이 보기
- 북핵 문제
- 2006년 조선민주주의인민공화국 미사일 발사 사건
- 2009년 조선민주주의인민공화국 핵 실험
- 2013년 조선민주주의인민공화국 핵 실험
- 2016년 1월 조선민주주의인민공화국 핵 실험